# DSA-374
La DSA-374 es una carretera perteneciente a la Red Secundaria de la Diputación Provincial de Salamanca que une la  SA-200  con la frontera con Portugal.
- Se excluye de la misma la travesía de La Alamedilla.

## Origen y Destino
La carretera  DSA-374  tiene su origen en Puebla de Azaba en la intersección con la carretera  SA-200 , y termina en el término municipal de La Alamedilla, en la frontera con Portugal, formando parte de la Red de carreteras de Salamanca.